# Івах Дмитро Анатолійович
Дмитро́ Анато́лійович Івах (нар. 1 жовтня 1989 — пом. 18 січня 2015) — український кадровий військовослужбовець, десантник, старший лейтенант Збройних Сил України, учасник російсько-української війни. Один із «кіборгів».

## Життєпис
Народився 1 жовтня 1989 року в м. Хмельницькому. У 2005 році закінчив 9 класів спеціалізованої загальноосвітньої школи № 27 міста Хмельницький, у 2008 році — Вище професійне училище № 11 міста Хмельницького за спеціальністю слюсар-механік.
У 2008—2009 роках проходив строкову військову службу у 80-у окремому аеромобільному полку. У 2009 році проходив службу за контрактом в 8-у окремому полку спеціального призначення. 
2013 року закінчив Національну академію сухопутних військ імені гетьмана Петра Сагайдачного, спеціальність — управління діями підрозділів аеромобільних військ. По закінченні Академії направлений на проходження подальшої служби в Житомир.
З 9 березня 2014 виконував завдання на Сході України.
Командир 1-ї аеромобільно-десантної роти 1-го аеромобільно-десантного батальйону 95-ї окремої аеромобільної бригади. Після поранення ротного Олега Бутніцького у бою під Слов'янськом, з 3 червня 2014-го Дмитро Івах виконував обов'язки командира роти.
Під час бойових дій з утримання коридору до Донецького аеропорту 18 січня 2015 року бійці потрапили під обстріл з РСЗВ «Град». Дмитру осколок влучив у голову, загинув на місці. Іще двоє вояків померли у санітарному автомобілі при евауації, 14 були поранені.
Похований в Хмельницькому на Алеї слави, кладовище мікрорайону Ракове.
Без сина лишились батьки.

## Нагороди та вшанування
- Указом Президента України № 270/2015 від 15 травня 2015 року, «за особисту мужність і високий професіоналізм, виявлені у захисті державного суверенітету та територіальної цілісності України, вірність військовій присязі», нагороджений орденом Богдана Хмельницького III ступеня (посмертно)[1].
- Нагороджений нагрудним знаком «За оборону Донецького аеропорту» (посмертно).
- Рішенням п'ятої сесії Хмельницької міської ради № 1 від 16 березня 2016 року нагороджений Почесною відзнакою міської громади «Мужність і відвага» жителів міста Хмельницького (посмертно)[2].
- Рішенням дев'ятої сесії Хмельницької міської ради № 3 від 26 жовтня 2016 року присвоєно звання «Почесний громадянин міста Хмельницького» (посмертно)[3].
- Рішенням Хмельницької міської ради від 27 травня 2015 року присвоєно спеціалізованій загальноосвітній школі № 27 назву «Спеціалізована загальноосвітня школа І-ІІІ ступенів № 27 імені Дмитра Іваха»[2].
- 21 березня 2019 року у місті Хмельницькому на честь Дмитра була встановлена меморіальна дошка при вході до вищого професійного училища № 11, що на вулиці Тернопільській, випускником якого він був[2].
- Вшановується в меморіальному комплексі «Зала пам'яті», в щоденному ранковому церемоніалі 18 січня[4][5].